# Никанор (Анфилатов)
Архиепи́скоп Никано́р (в миру Николай Николаевич Анфилатов; 23 февраля 1970, Белово, Кемеровская область) — архиерей Русской православной церкви, архиепископ Южно-Сахалинский и Курильский.

## Биография
Родился 23 февраля 1970 года в рабочей семье. По собственному признанию: «Обычная семья: папа — шахтер, мама — в магазине работала». В 1977—1987 годах обучался в школе № 23 города Белово. В 1987 году поступил в Новосибирский сельскохозяйственный институт. В 1988—1989 годах проходил службу в армии. С 1989 года продолжил учёбу в Новосибирском сельскохозяйственном институте.
В 1992 году переехал в Ижевск. 7 апреля 1992 года епископом Ижевским и Удмуртским Палладием (Шиманом) рукоположён в сан диакона. С 22 июня 1993 года — штатный диакон Георгиевского храма Глазова.
5 декабря 1993 года архиепископом Ижевским и Удмуртским Николаем (Шкрумко) пострижен в монашество с именем Никанор в честь апостола от 70-ти Никанора. 7 декабря рукоположён в иеромонаха.
5 января 1994 года назначен штатным священником Александро-Невского собора Ижевска. 15 сентября 1994 года назначен настоятелем Петропавловского храма села Тыловыл-Пельга.
С 26 октября 1994 года — настоятель храма святых Константина и Елены села Селты Удмуртской Республики.
15 июня 1995 года принят в клир Южно-Сахалинской епархии, назначен вторым священником Воскресенского кафедрального собора Южно-Сахалинска.
16 августа 1996 года назначен настоятелем Пантелеимонова прихода в посёлке Синегорье с сохранением прежнего места служения.
2 мая 1997 года назначен настоятелем храма Святителя Иннокентия в Южно-Сахалинске. 11 августа 1997 года назначен настоятелем Воскресенского кафедрального собора Южно-Сахалинска.
19 марта 2001 года принят в клир Красноярской епархии. 27 марта назначен настоятелем храма Преподобной Евдокии села Сизая. «У нас сложилась очень хорошая община, заботами Ивана Сергеевича Ярыгина был построен прекрасный храм, и у меня это было самое счастливое время, наверное».
В 2003—2008 годы обучался на заочном секторе Московской духовной семинарии. В 2008—2012 годы обучался на заочном секторе Киевской духовной академии.
6 октября 2008 года решением Священного синода назначен наместником Спасо-Преображенского мужского монастыря города Енисейска.
К празднику Святой Пасхи 2009 года возведён в сан игумена.
30 июня 2010 года назначен настоятелем Успенского кафедрального собора и благочинным Енисейского благочиния с сохранением наместнических обязанностей.

### Архиерейство
30 мая 2014 года решением Священного синода РПЦ избран епископом Енисейским и Лесосибирским. 5 июня за литургией в Иоанно-Предтеченском храме Красноярска митрополитом Красноярским и Ачинским Пантелеимоном (Кутовым) возведён в сан архимандрита. 7 июня в тронном зале патриарших покоев Троице-Сергиевой лавры состоялось его наречение во епископа. 22 июня в Софийско-Успенском соборе Тобольского кремля состоялась его епископская хиротония, которую совершили митрополит Санкт-Петербургский и Ладожский Варсонофий (Судаков), митрополит Омский и Таврический Владимир (Иким), митрополит Тобольский и Тюменский Димитрий (Капалин), митрополит Красноярский и Ачинский Пантелеимон (Кутовой), митрополит Челябинский и Златоустовский Никодим (Чибисов), епископ Евтихий (Курочкин), епископ Елецкий и Лебедянский Максим (Дмитриев), епископ Солнечногорский Сергий (Чашин), епископ Салехардский и Ново-Уренгойский Николай (Чашин), епископ Ханты-Мансийский и Сургутский Павел (Фокин), епископ Канский и Богучанский Филарет (Гусев), епископ Костомукшский и Кемский Игнатий (Тарасов), епископ Мичуринский и Моршанский Гермоген (Серый), епископ Ишимский и Аромашевский Тихон (Бобов).
28 декабря 2018 года решением Священного синода РПЦ назначен епископом Минусинским и Курагинским.
13 апреля 2021 года определён правящим архиереем Южно-Сахалинской епархии, епископом Южно-Сахалинским и Курильским. 24 апреля указом патриарха возведён в сан архиепископа. 17 июня Священный синод утвердил архиепископа Никанора священноархимандритом Покровского мужского монастыря в Корсакове.